# Esenbeckia affinis
Esenbeckia affinis är en tvåvingeart som beskrevs av Krober 1931. Esenbeckia affinis ingår i släktet Esenbeckia och familjen bromsar. Inga underarter finns listade i Catalogue of Life.